# Skælskør Dampmølle
Skælskør Dampmølle er en tidligere dampmølle, der ligger på havnefronten i Skælskør på det sydvestlige Sjælland. Den blev opført i 1853 og er i dag et af byens bedst kendte vartegn. Den blev fredet i 1978.

## Historie

### Harboe-familien
Dampmøllen blev opført i 1853 for Niels Madsen Harboe (1786–1861), præst i Magleby, der ejede et destilleri, to møller, en korn og købmandsforretning samt en stor gård.
Dampmøllen indeholdt en dampmaskine, der blev brugt til at male korn, hvorefter melet blev sejlet til Kalundborg eller Vordingborg i mindre skibe eller kørt i vogne til byer i lokalområdet.
Dampmøllen blev drevet videre af Niels' sønner Søren and Rasmus Harboe. De var også aktive i den lokale søfartsindustri.

### Senere ejere
Dampmøllen blev senere solgt til købmand J. J. Rønne. Han solgte den videre til firmaet A/S H. C. Hansen. Hansen ombyggede bygningen til kornlager.
I 1950 blev bygningen adskilt fra havnefronten af en ny vej, der gik til H. C. Hansens kullager. Dette lager blev efterfølgende indtil 1987 brugt af Mobil Oil som brændstofdepot.
Skælskør Dampmølle var ejet af Peter Nielsen igennem ejendomsselskabet Skælskør Ejendomme. I 2020 var det en del af en ejendomsportefølje på 16 bygninger, der blev solgt til det privatejede ejendomsfirma Herbo for sammenlagt 70 mio. kr.
I dag rummer stueetagen en café og en tandlægeklinik. Et rådgivende ingeniørfirma har kontor på første salt, mens anden sal består af fire lejligheder.